# Mijaíl Koliada
Mijaíl Serguéievich Koliada (en ruso: Михаил Сергеевич Коляда; San Petersburgo, 18 de febrero de 1995) es un patinador artístico sobre hielo ruso. Posee el título de subcampeón olímpico, en la modalidad de equipos, durante los juegos  Pieonchang 2018. Es ganador de la medalla de bronce del Campeonato del Mundo de 2018, medallista de bronce del Campeonato Europeo de 2017 y 2018, medallista de bronce de la Final del Grand Prix de 2017-2018 y ganador del Campeonato de Rusia en 2017 y 2018. Medallista de plata del Campeonato de Rusia 2019.

## Vida personal
Tiene tres hermanos menores. Está inscrito en la Universidad Estatal Nacional Lesgaft de Educación Física, Deporte y Salud de su ciudad natal.

## Carrera deportiva

### Primeros años
Comenzó a patinar en el año 2000. La entrenadora Valentina Chebotareva lo invitó a unirse a su grupo cuando tenía cinco años, luego de observarlo en una pequeña pista.

### Competiciones
Comenzó a competir en la serie Grand Prix Júnior (JGP) de la Unión Internacional de Patinaje sobre Hielo (ISU) en 2011. En 2013, ganó el Campeonato Júnior de Rusia y fue asignado al Campeonato Mundial Juvenil donde finalizó en sexto lugar. Ganó medallas de plata y bronce en la serie JGP de 2013-2014. Se fracturó el tobillo derecho en agosto de 2014, por lo que fue necesario practicarle dos cirugías y se quedó cinco meses sin patinar.
Obtuvo el cuarto lugar en el CS Trofeo Finlandia 2016 y la Copa Rostelecom 2016. Su próxima asignación de Grand Prix fue en el Trofeo NHK 2016. En diciembre de 2016, ganó el título nacional ruso. En el Campeonato Europeo de 2017 (realizado en República Checa) ganó la medalla de bronce detrás del español Javier Fernández López y el ruso Maxim Kovtun. Se ubicó en cuarto lugar en el programa corto y tercero en el programa libre. En el programa libre se cayó en un salto, pero se contó como completamente realizado.
En el Campeonato Mundial de 2017, se ubicó en el 7.º lugar en el programa corto y en el 9.º en el programa libre, finalizando en el 8.º lugar general. En el Trofeo Mundial por Equipos de  2017, obtuvo el cuarto lugar en el programa corto, y el quinto en el programa libre con el equipo ruso finalizando en segundo lugar. En el programa libre intentó un cuádruple lutz, cayó en el aterrizaje aunque el salto se contó como completamente realizado.
Ganó una medalla de oro en el Trofeo Ondrej Nepela de 2017, después de ocupar el décimo puesto en el programa corto y el primero en el patinaje libre.

### Pieonchang 2018
En 2018 fue seleccionado para competir para el equipo de atletas olímpicos de Rusia (debido a la sanción del Comité Olímpico Internacional contra el Comité Olímpico Ruso) en el evento de patinaje artístico de los Juegos Olímpicos de Pieonchang 2018, celebrados en Corea del Sur. Su primer programa tuvo errores, ubicándose en el octavo lugar, cediendo cinco puntos al Equipo de Canadá y costándole a los atletas rusos la medalla de oro. Su programa largo también fue defectuoso, pero tuvo una mejora y se colocó en segundo lugar tras el canadiense Patrick Chan y por encima de los estadounidenses y japoneses, ayudando al equipo de atletas rusos a obtener la medalla de plata.

### Temporada 2018-2019
Es parte del equipo nacional ruso para competir en el Campeonato Europeo de 2019.

## Programas
|           | Programa corto                                         | Programa libre                                                                                                | Exhibición                         |
| --------- | ------------------------------------------------------ | --- | ---------------------------------- |
| 2018–2019 | I Belong to You de Muse                                | Adagio from Carmen Suite de Georges Bizet, Rodion Shchedrin Habanera from Carmen Suite No. 2 de Georges Bizet |                                    |
| 2017–2018 | Concierto para piano n.º 23 de Wolfgang Amadeus Mozart | Steamroller Blues Can't Help Falling In Love Rip It Up de Elvis Presley                                       | Nothing Else Matters de Metallica  |
| 2016–2017 | Nightingale Tango de Matvey Blanter                    | Le rêve de la fiancée de Jean-Marc Zelwer À la lune de Cirque du Soleil                                       | Baba Yaga de Juan Modest Músorgski |
| 2015–2016 | Nightingale Tango de Matvey Blanter                    | The Nightmare Before Christmas de Danny Elfman                                                                | Fever de Elvis Presley             |
| 2012–2013 | The Mask de Randy Edelman                              | Pearl Harbor de Hans Zimmer                                                                                   |                                    |
| 2011–2012 | Tango de Gotan Project                                 | Spartacus de Aram Jachaturián                                                                                 |                                    |

## Resultados detallados
| Temporada 2018-2019         |                                                              |                |                |          |
| Fecha                       | Evento                                                       | Programa corto | Programa libre | Total    |
| 18–24 de marzo de 2019      | Campeonato Mundial de Patinaje Artístico sobre Hielo de 2019 | 10 84.23       | 6 178.21       | 6 262.44 |
| 21–27 de enero de 2019      | Campeonato Europeo de Patinaje Artístico sobre Hielo de 2019 | 1 100.49       | 11 140.38      | 5 240.87 |
| 19–23 de diciembre de 2018  | Campeonato de Rusia 2019                                     | 2 94.70        | 3 173.70       | 2 268.40 |
| 16–18 de noviembre de 2018  | Copa Rostelecom 2018                                         | 8 69.10        | 4 156.32       | 4 225.42 |
| 2–4 de noviembre de 2018    | Grand Prix de Finlandia 2018                                 | 6 81.76        | 4 157.03       | 4 238.79 |
| 4–7 de octubre de 2018      | CS Trofeo de Finlandia                                       | 1 85.20        | 1 165.38       | 1 250.58 |
| 19–22 de septiembre de 2018 | CS Trofeo Ondrej Nepela 2018                                 | 1 96.82        | 1 177.55       | 1 274.37 |
| Temporada 2017-2018         |                                                              |                |                |          |
| Fecha                       | Evento                                                       | Programa corto | Programa libre | Total    |
| 19–25 de marzo de 2018      | Campeonato Mundial de Patinaje                               | 2 100.08       | 4 172.24       | 3 272.32 |
| 14–25 de febrero de 2018    | Juegos Olímpicos de invierno 2018 (individual)               | 8 86.69        | 7 177.56       | 8 264.25 |
| 9–12 de febrero de 2018     | Juegos Olímpicos de invierno 2018 (equipos)                  | 8 74.36        | 2 173.57       | 2        |
| 15–21 de enero de 2018      | Campeonato Europeo de Patinaje                               | 4 83.41        | 3 175.49       | 3 258.90 |
| 21–24 de diciembre de 2017  | Campeonato de Rusia 2018                                     | 2 101.62       | 1 179.54       | 1 281.16 |
| 7–10 de diciembre de 2017   | Final del Grand Prix 2017-2018                               | 3 99.22        | 3 182.78       | 3 282.00 |
| 3–5 de noviembre de 2017    | Copa de China 2017                                           | 1 103.13       | 3 176.25       | 1 279.38 |
| 20–22 de octubre de 2017    | Copa Rostelecom 2017                                         | 4 85.79        | 3 185.27       | 3 271.06 |
| 6–8 de octubre de 2017      | CS Trofeo de Finlandia 2017                                  | 1 90.45        | 5 158.05       | 4 248.50 |
| 21–23 de septiembre de 2017 | CS Trofeo Ondrej Nepela 2017                                 | 10 66.65       | 1 181.16       | 1 247.81 |